# Zbrodnie w Chołoniewiczach
Zbrodnie w Chołoniewiczach – zbrodnie dokonane przez Ukraińską Powstańczą Armię oraz cywilną ludność ukraińską, na polskich mieszkańcach wsi Chołoniewicze, położonej w powiecie łuckim województwa wołyńskiego, podczas  rzezi wołyńskiej. W różnych okolicznościach w 1943 roku w tej miejscowości zabito około 28 Polaków.
Chołoniewicze były wsią, w której dominowała ludność ukraińska; polskich rodzin było około 10. 
W drugiej połowie lutego 1943 roku zabito w tej wsi 5-osobową rodzinę Trusiewiczów. Jako sprawców wskazuje się Ukraińców spoza Chołoniewicz.
28 marca 1943 roku (niedziela) oddział UPA przybyły z Zofiówki zabił 3 osoby z rodziny Płacherskiego oraz uprowadził z Chołoniewicz lekarza Schoena (Sehenia) i nauczyciela Oleśniewicza. Oddział planował także napaść na ludność polską zgromadzoną w kościele, jednak Polaków uprzedził o tym Ukrainiec o imieniu Hryć, w związku z czym do ataku na kościół nie doszło. Upowcy udali się w kierunku Halinówki, gdzie zabili 40 Polaków, w tym uprowadzonych mężczyzn. 
Po tym napadzie Chołoniewicze opuścił ksiądz Czesław Domański oraz kilka innych osób. Wyjechały one do ośrodka polskiej samoobrony w Hucie Stepańskiej. 
Do ostatniego mordu w Chołoniewiczach doszło w kwietniu 1943 roku, kiedy upowcy zabili pozostałych jeszcze we wsi Polaków (5 rodzin).